# جهنمية بوتيانية
الجهنمية البوتيانية (الاسم العلمي:Bougainvillea buttiana) هي نوع من النباتات يتبع جنس الجهنمية من الفصيلة الشبية.